# Израиль на летних Олимпийских играх 2020
Израиль на летних Олимпийских играх 2020 года представлен 89 спортсменами в 15 видах спорта. Знаменосцами сборной Израиля на церемонии открытия Игр стали многократные призёры крупнейших международных соревнований легкоатлетка Анна Князева-Миненко и пловец Яков Тумаркин.
Олимпийские игры 2020 года стали самыми успешными для израильских спортсменов. Если за всю историю до этого они завоевали всего одно золото, то на Играх в Токио выиграли сразу два.

## Медали

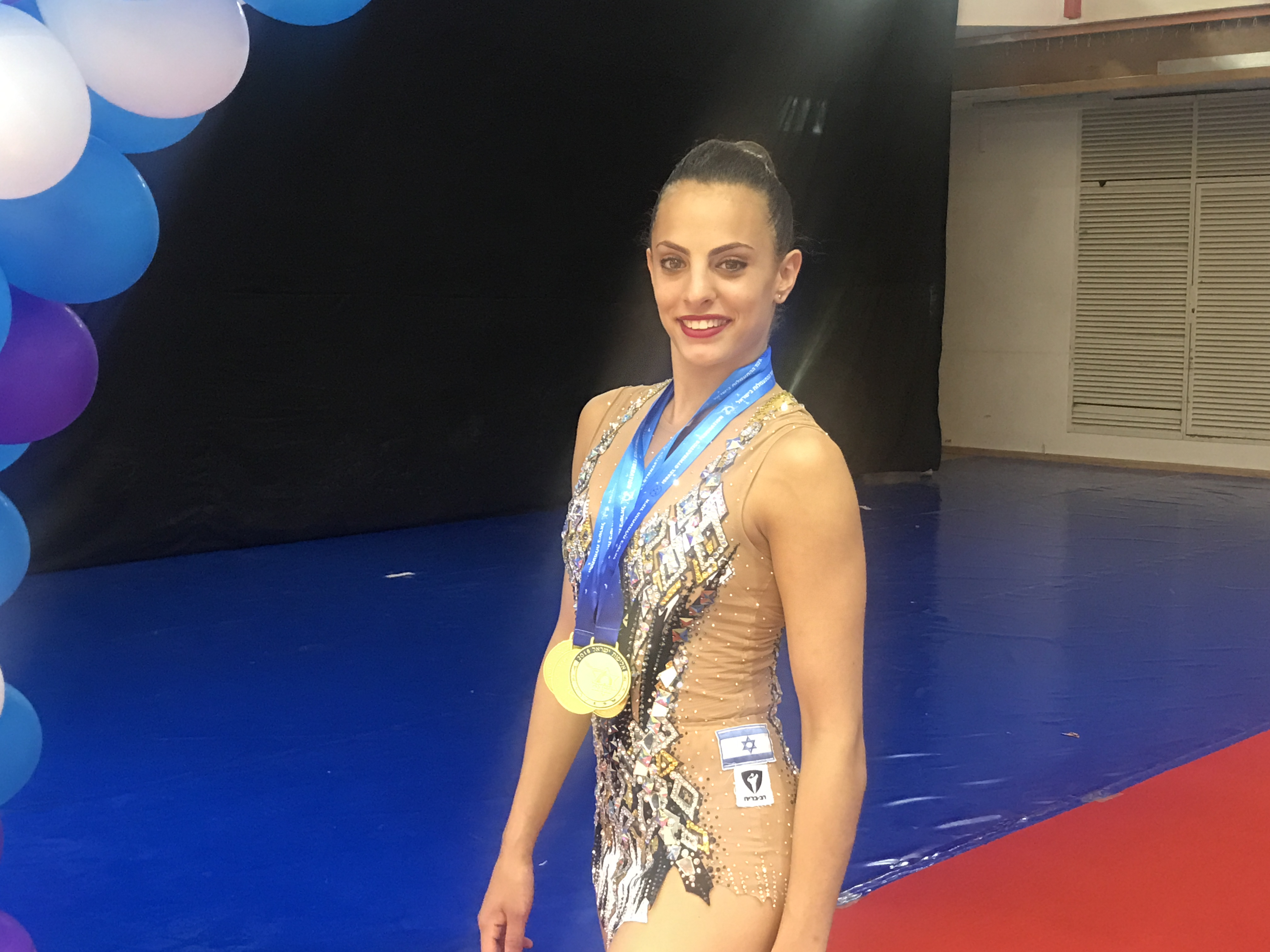
Линой Ашрам — чемпионка Олимпиады в Токио

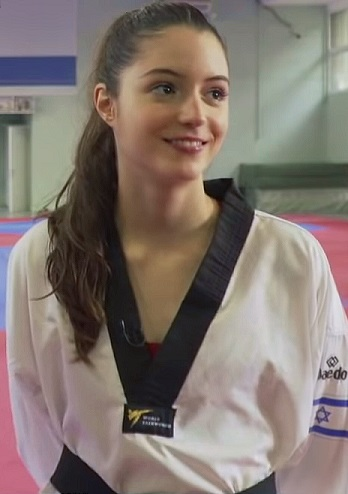
Авишаг Семберг — бронзовый призёр Олимпиады в Токио

| Золото |                |                                                      |                 |
| №      | Спортсмены     | Вид спорта (дисциплина)                              | Дата            |
| 1      | Артём Долгопят | Спортивная гимнастика (вольные упражнения (мужчины)) | 01 августа 2021 |
| 2      | Линой Ашрам    | Художественная гимнастика (личное многоборье)        | 07 августа 2021 |

| Бронза | |                               |              |
| №      | Спортсмены | Вид спорта (дисциплина)       | Дата         |
| 1      | Авишаг Семберг | Тхэквондо (до 49 кг, женщины) | 24 июля 2021 |
| 2      | Тохар Бутбуль Раз Гершко Ли Кохман Инбар Ланир Саги Муки Шира Ришони Барух Шмаилов Timna Nelson-Levy Петер Пальчик Ор Сассон Гили Шарир | Дзюдо (смешанные команды)     | 31 июля 2021 |

## Состав сборной
Бадминтон (2)
1. Миша Зильберман
2. Ксения Поликарпова

 Бейсбол (24)
1. Джереми Блайх
2. Джоуи Вагман
3. Зак Вайсс
4. Бен Вангер
5. Джонатан де Марте
6. Джош Зайд
7. Алекс Кац
8. Джаред Лейкинд
9. Алон Лейхман
10. Шломо Липец
11. Джон Москот
12. Джейк Фишман
13. Райан Лаварнуэй
14. Ник Риклс
15. Таль Эрель
16. Скотт Берчем
17. Дэнни Валенсия
18. Митч Глассер
19. Тай Келли
20. Ян Кинслер
21. Зак Пенпрейс
22. Блейк Гайлен
23. Ассаф Ловенгарт
24. Роб Паллер

Велоспорт
 Маунтинбайк (1)
1. Шломи Хайми

 Шоссейный велоспорт (1)
1. Омер Шапира

Гимнастика
 Спортивная гимнастика (3)
1. Александр Шатилов
2. Артём Долгопят
3. Лихи Раз

 Художественная гимнастика (7)
1. Линой Ашрам
2. Николь Зеликман
3. Офир Даян
4. Яна Крамаренко
5. Натали Райц
6. Юлиана Телегина
7. Карин Вексман

 Дзюдо (12)
1. Барух Шмаилов
2. Тохар Бутбуль
3. Саги Муки
4. Ли Кохман
5. Петер Пальчик
6. Ор Сассон
7. Шира Ришони
8. Гили Коэн
9. Леви Тимна-Нельсон
10. Гили Шарир
11. Инбар Ланир
12. Раз Гершко

 Конный спорт (3)
1. Альберто Мичан
2. Тедди Влок
3. Эшли Бонд
4. Гили Коэн

 Лёгкая атлетика (9)
1. Хаймро Аламе
2. Гирма Амаре
3. Мару Тефери
4. Лона Чемтай-Салпетер
5. Маор Тиюри
6. Анна Князева-Миненко
7. Диана Вайсман
8. Селамавит Тефери
9. Адва Коэн

Плавание
 Плавание (13)
1. Мирон Харути
2. Денис Локтев
3. Михаэль Лайтаровский
4. Яков Тумаркин
5. Томер Франкель
6. Галь Коэн-Груми
7. Рон Полонский
8. Даниэль Намир
9. Итай Гольдфаден
10. Матан Родити
11. Андреа Мурез
12. Анастасия Горбенко
13. Авив Барзилай

 Синхронное плавание (2)
1. Эден Блехер
2. Шелли Бобрицкая

 Парусный спорт (5)
1. Йоав Коэн
2. Катя Спичакова
3. Шай Какун
4. Ноа Бар-Ам
5. Шахар Тиби

 Сёрфинг (1)
1. Анат Лелиор

 Стрельба (1)
1. Сергей Рихтер

 Стрельба из лука (1)
1. Итай Шанни

 Триатлон (2)
1. Ран Сагив
2. Шахар Сагив

 Тхэквондо (1)
1. Авишаг Семберг

 Тяжёлая атлетика (1)
1. Давид Литвинов

## Результаты соревнований

### Бадминтон
Соревнования по бадминтону на летних Олимпийских играх 2020 будут проходить с 24 июля по 2 августа 2021 года. Квалификационный отбор на Олимпийские игры 2020 года в бадминтоне осуществлялся на основании мирового рейтинга Всемирной федерация бадминтона (BWF) по состоянию на 15 июня 2021 года.
Одиночный разряд
| Соревнование | Спортсмены         | Групповой этап                  | Групповой этап                     | Групповой этап | Групповой этап | 1/8 финала              | 1/4 финала              | 1/2 финала              | Финал                   | Итоговое место |
| Соревнование | Спортсмены         | Соперник Счёт                   | Соперник Счёт                      | Соперник Счёт  | Место          | 1/8 финала              | 1/4 финала              | 1/2 финала              | Финал                   | Итоговое место |
| ------------ | ------------------ | ------------------------------- | ---------------------------------- | -------------- | -------------- | ----------------------- | ----------------------- | ----------------------- | ----------------------- | -------------- |
| мужчины      | Миша Зильберман    | Группа D                        | Группа D                           | Группа D       | Группа D       | завершил выступление    | завершил выступление    | завершил выступление    | завершил выступление    | 15             |
| мужчины      | Миша Зильберман    | INAБ. Саи Пранит В 21:17, 21:15 | NEDМ. Кальжув П 21:17, 9:21, 10:21 | н/д            | 2              | завершил выступление    | завершил выступление    | завершил выступление    | завершил выступление    | 15             |
| женщины      | Ксения Поликарпова | Группа J                        | Группа J                           | Группа J       | Группа J       | завершила выступление\| | завершила выступление\| | завершила выступление\| | завершила выступление\| | 15             |
| женщины      | Ксения Поликарпова | INAП. В. Синдху П 7:21, 10:21   | HKGЧеунг П 15:21, 21:15, 16:21     | н/д            | 3              | завершила выступление\| | завершила выступление\| | завершила выступление\| | завершила выступление\| | 15             |

### Бейсбол
Сборная Израиля получила право участвовать на Олимпиаде в Токио после победы в квалификационном турнире

#### Состав сборной Израиля
Состав команды был объявлен 5 июля 2021 года.
| №              | Игрок             | Дата рождения    | Клуб                       |
| -------------- | ----------------- | ---------------- | -------------------------- |
| Питчеры        |                   |                  |                            |
|                | Джереми Блайх     | 18 июня 1987     | без клуба                  |
|                | Джоуи Вагман      | 25 июля 1991     | без клуба                  |
|                | Зак Вайсс         | 16 июня 1992     | Такома Рейнирс             |
|                | Бен Вангер        | 7 апреля 1997    | Ланкастер Барнстормерс     |
|                | Джонатан де Марте | 29 апреля 1993   | без клуба                  |
|                | Джош Зайд         | 24 марта 1987    | без клуба                  |
|                | Алекс Кац         | 12 октября 1994  | Теннесси Смокиз            |
|                | Джаред Лейкинд    | 9 марта 1992     | Ланкастер Барнстормерс     |
|                | Алон Лейхман      | 29 мая 1989      | без клуба                  |
|                | Шломо Липец       | 11 февраля 1979  | без клуба                  |
|                | Джон Москот       | 15 августа 1991  | без клуба                  |
|                | Джейк Фишман      | 8 февраля 1995   | Джэксонвилл Джамбо Шримп   |
| Кэтчеры        |                   |                  |                            |
|                | Райан Лаварнуэй   | 7 августа 1987   | Коламбус Клипперс          |
|                | Ник Риклс         | 2 февраля 1990   | без клуба                  |
|                | Таль Эрель        | 16 июня 1996     | Линн Файтин Найтс          |
| Инфилдеры      |                   |                  |                            |
|                | Скотт Берчем      | 17 июня 1993     | Альбукерке Изотопс         |
|                | Дэнни Валенсия    | 19 сентября 1984 | Лонг-Айленд Дакс           |
|                | Митч Глассер      | 15 октября 1989  | Су-Фолс Канарис            |
|                | Тай Келли         | 20 июля 1988     | Такома Рейнирс             |
|                | Ян Кинслер        | 22 июня 1982     | Лонг-Айленд Дакс           |
|                | Зак Пенпрейс      | 16 февраля 1985  | Нью-Йорк Боулдерс          |
| Аутфилдеры     |                   |                  |                            |
|                | Блейк Гайлен      | 27 марта 1985    | Ланкастер Барнстормерс     |
|                | Ассаф Ловенгарт   | —                | —                          |
|                | Роб Паллер        | 21 мая 1993      | Колорадо-Спрингз Сноу Сокс |
| Главный тренер |                   |                  |                            |
|                | Эрик Хольц        | 5 декабря 1965   | —                          |

#### Группа B
| Команды          | W | L | RS | RA | %W    | GB  |
| ---------------- | - | - | -- | -- | ----- | --- |
| США              | 2 | 0 | 12 | 3  | 100,0 | —   |
| Республика Корея | 1 | 1 | 8  | 9  | 50,0  | 1,0 |
| Израиль          | 0 | 2 | 6  | 14 | 0,0   | 2,0 |

| Дата    | Стадион  | Команды                    | Счёт     | Победивший питчер | Проигравший питчер | Сейв          | Время матча | Зрители | Ссылка |
| ------- | -------- | -------------------------- | -------- | ----------------- | ------------------ | ------------- | ----------- | ------- | ------ |
| 29 июля | Иокогама | Израиль — Республика Корея | 5:6 (10) | О Сынхван (1-0)   | Блайш (0-1)        | —             | 3:21        | 0       | [ 10 ] |
| 30 июля | Иокогама | США — Израиль              | 8:1      | Д. Райан (1-0)    | Вагман (0-1)       | —             | 2:28        | 0       | [ 11 ] |
| 31 июля | Иокогама | Республика Корея — США     | 2:4      | Мартинес (1-0)    | Ко Ёнпхё (0-1)     | Робертсон (1) | 2:40        | 0       | [ 12 ] |

#### Плей-офф
Первый раунд
| Дата      | Стадион  | Команды           | Счёт | Победивший питчер | Проигравший питчер | Сейв | Время матча | Зрители | Ссылка |
| --------- | -------- | ----------------- | ---- | ----------------- | ------------------ | ---- | ----------- | ------- | ------ |
| 1 августа | Иокогама | Израиль — Мексика | 12:5 | Вайсс (1-0)       | Барреда (0-1)      | —    | 3:30        | 0       | [ 13 ] |

Второй раунд
| Дата      | Стадион  | Команды                    | Счёт     | Победивший питчер | Проигравший питчер | Сейв | Время матча | Зрители | Ссылка |
| --------- | -------- | -------------------------- | -------- | ----------------- | ------------------ | ---- | ----------- | ------- | ------ |
| 2 августа | Иокогама | Израиль — Республика Корея | 1:11 (7) | Чо Санъу (1-0)    | Вагман (0-2)       | —    | 2:53        | 0       | [ 14 ] |

##### Утешительный раунд
| Дата      | Стадион  | Команды                            | Счёт | Победивший питчер | Проигравший питчер | Сейв | Время матча | Зрители | Ссылка |
| --------- | -------- | ---------------------------------- | ---- | ----------------- | ------------------ | ---- | ----------- | ------- | ------ |
| 3 августа | Иокогама | Израиль — Доминиканская Республика | 6:7  | Кастильо (1-1)    | Вайсс (1-1)        | —    | 2:41        | 0       | [ 15 ] |

### Водные виды спорта

#### Плавание
Мужчины
| Дистанция                        | Спортсмены           | Предварительный раунд | Предварительный раунд | Предварительный раунд | Полуфинал             | Полуфинал             | Полуфинал             | Финал                 | Финал                 |
| Дистанция                        | Спортсмены           | Заплыв                | Результат             | Место                 | Заплыв                | Результат             | Место                 | Результат             | Место                 |
| -------------------------------- | -------------------- | --------------------- | --------------------- | --------------------- | --------------------- | --------------------- | --------------------- | --------------------- | --------------------- |
| 50 метров вольным стилем         | Мирон Харути         | 9                     | 22,01                 | 17                    | завершила выступление | завершила выступление | завершила выступление | завершила выступление | завершила выступление |
| 100 метров вольным стилем        | Мирон Харути         | 6                     | 49.26                 | 29                    | завершил выступление  | завершил выступление  | завершил выступление  | завершил выступление  | завершил выступление  |
| 200 метров вольным стилем        | Денис Локтев         | 2                     | 1:47.68               | 27                    | завершил выступление  | завершил выступление  | завершил выступление  | завершил выступление  | завершил выступление  |
| 100 метров на спине              | Михаэль Лайтаровский | 2                     | 55.34                 | 36                    | завершил выступление  | завершил выступление  | завершил выступление  | завершил выступление  | завершил выступление  |
| 100 метров на спине              | Яков Тумаркин        | 3                     | 54.81                 | 31                    | завершил выступление  | завершил выступление  | завершил выступление  | завершил выступление  | завершил выступление  |
| 200 метров на спине              | Яков Тумаркин        | 1                     | 1:59.65               | 28                    | завершил выступление  | завершил выступление  | завершил выступление  | завершил выступление  | завершил выступление  |
| 100 метров баттерфляем           | Томер Франкель       | 5                     | 51,99                 | 21                    | завершила выступление | завершила выступление | завершила выступление | завершила выступление | завершила выступление |
| 100 метров баттерфляем           | Галь Коэн-Груми      | DNS                   | DNS                   | DNS                   | завершил выступление  | завершил выступление  | завершил выступление  | завершил выступление  | завершил выступление  |
| 200 метров брассом               | Рон Полонский        | 2                     | 2:12.71               | 27                    | завершил выступление  | завершил выступление  | завершил выступление  | завершил выступление  | завершил выступление  |
| 200 метров комплексным плаванием | Галь Коэн-Груми      | 2                     | 1:59.44               | 30                    | завершил выступление  | завершил выступление  | завершил выступление  | завершил выступление  | завершил выступление  |
| 200 метров комплексным плаванием | Рон Полонский        | 3                     | 1:58.95               | 26                    | завершил выступление  | завершил выступление  | завершил выступление  | завершил выступление  | завершил выступление  |
| 400 метров комплексным плаванием | Рон Полонский        | 1                     | 4:21.50               | 27                    | завершил выступление  | завершил выступление  | завершил выступление  | завершил выступление  | завершил выступление  |

Эстафета
| Дистанция                    | Предварительный раунд                                                                             | Предварительный раунд | Предварительный раунд | Предварительный раунд | Финал                   | Финал                   | Финал                   | Финал                   | Финал                   |
| Дистанция                    | Состав                                                                                            | Заплыв                | Результат             | Место                 | Результат               | Место                   |                         |                         |                         |
| ---------------------------- | ------------------------------------------------------------------------------------------------- | --------------------- | --------------------- | --------------------- | ----------------------- | ----------------------- | ----------------------- | ----------------------- | ----------------------- |
| 4×200 метров вольным стилем  | Денис Локтев (1:46.64) Даниэль Намир (1:47.41) Томер Франкель (1:48.19) Галь Коэн-Груми (1:46.41) | 1                     | 7:08.65               | 10                    | завершили выступление\| | завершили выступление\| | завершили выступление\| | завершили выступление\| | завершили выступление\| |
| 4×100 метров комбинированная | Анастасия Горбенко (59.59) Итай Гольдфаден (59.65) Галь Коэн-Груми (51.06) Андреа Мурез (53.64)   | 2                     | 3:43.94               | 8 Q                   | 3:44,77                 | 8                       |                         |                         |                         |

Открытая вода
| Дистанция     | Спортсмены   | Результат | Место |
| ------------- | ------------ | --------- | ----- |
| 10 километров | Матан Родити | 1:49:24,9 | 4     |

Женщины
| 50 метров вольным стилем         | Андреа Мурез       | 8 | 25,48          | 30             | завершила выступление | завершила выступление | завершила выступление | завершила выступление   | завершила выступление   |                       |                       |                       |
| 100 метров вольным стилем        | Андреа Мурез       | 6 | 54.06          | 22             | завершила выступление | завершила выступление | завершила выступление | завершила выступление   | завершила выступление   |                       |                       |                       |
| 200 метров вольным стилем        | Андреа Мурез       | 4 | 1:58.97        | 19             | завершила выступление | завершила выступление | завершила выступление | завершила выступление   | завершила выступление   |                       |                       |                       |
| 100 метров на спине              | Анастасия Горбенко | 4 | 59.9           | 12 Q           | 1                     | 59.3                  | 8 Q                   | 59.53                   | 8                       |                       |                       |                       |
| 200 метров на спине              | Авив Барзилай      | 4 | 2:11,13        | 15 Q           | 2                     | 2:12,93               | 15                    | завершила выступление\| | завершила выступление\| |                       |                       |                       |
| 100 метров баттерфляем           | Анастасия Горбенко | 4 | 58.23          | 18             | завершила выступление | завершила выступление | завершила выступление | завершила выступление   | завершила выступление   |                       |                       |                       |
| 100 метров брассом               | Анастасия Горбенко | 5 | не участвовала | не участвовала | не участвовала        | не участвовала        | не участвовала        | не участвовала          | не участвовала          |                       |                       |                       |
| 200 метров брассом               | Анастасия Горбенко | 2 | 2:28.41        | 28             | завершила выступление | завершила выступление | завершила выступление | завершила выступление   | завершила выступление   |                       |                       |                       |
| 200 метров комплексным плаванием | Анастасия Горбенко | 3 | 2:10.21        | 7 Q            | 2                     | 2:10.70               | 10                    | завершила выступление   | завершила выступление   | завершила выступление | завершила выступление | завершила выступление |

#### Синхронное плавание
| Соревнование | Спортсмены                  | Квалификация           | Квалификация           | Квалификация          | Квалификация          | Квалификация          | Квалификация          | Финал                  | Финал                  | Итоговый результат    | Итоговый результат    |
| Соревнование | Спортсмены                  | Произвольная программа | Произвольная программа | Техническая программа | Техническая программа | Всего                 | Всего                 | Произвольная программа | Произвольная программа | Итоговый результат    | Итоговый результат    |
| Соревнование | Спортсмены                  | Баллы                  | Место                  | Баллы                 | Место                 | Баллы                 | Место                 | Баллы                  | Место                  | Баллы                 | Место                 |
| ------------ | --------------------------- | ---------------------- | ---------------------- | --------------------- | --------------------- | --------------------- | --------------------- | ---------------------- | ---------------------- | --------------------- | --------------------- |
| дуэты        | Эден Блехер Шелли Бобрицкая | 84.6333                | 16                     | 83.8580               | 15                    | завершили выступление | завершили выступление | завершили выступление  | завершили выступление  | завершили выступление | завершили выступление |

### Гимнастика

#### Спортивная гимнастика
Мужчины
Индивидуальные упражнения
| Соревнование       | Спортсмены        | Квалификация | Квалификация | Финал                | Финал                |                      |
| Соревнование       | Спортсмены        | Очки         | Место        | Очки                 | Место                |                      |
| ------------------ | ----------------- | ------------ | ------------ | -------------------- | -------------------- | -------------------- |
| вольные упражнения | Александр Шатилов | 13,500       | 47           | 13,066               | завершил выступление | завершил выступление |
| вольные упражнения | Артём Долгопят    | 15,200       | 1 Q          | 14,933               | 1                    |                      |
| конь               | Артём Долгопят    | 12.766       | 56           | завершил выступление | завершил выступление |                      |

Женщины
Многоборье
| Соревнование      | Спортсмены | Квалификация                       | Квалификация        | Квалификация | Квалификация       | Квалификация | Квалификация | Финал                 | Финал                 | Финал                 | Финал                 | Финал                 | Финал                 |
| Соревнование      | Спортсмены | Опорный прыжок                     | Разновысокие брусья | Бревно       | Вольные упражнения | Всего        | Место        | Опорный прыжок        | Разновысокие брусья   | Бревно                | Вольные упражнения    | Всего                 | Место                 |
| ----------------- | ---------- | ---------------------------------- | ------------------- | ------------ | ------------------ | ------------ | ------------ | --------------------- | --------------------- | --------------------- | --------------------- | --------------------- | --------------------- |
| личное многоборье | Лихи Раз   | 14,233/13,566 Среднее: 13,899 (15) | 11,700 (70)         | 12,066 (64)  | 12,400 (59)        | 50,399       | 59           | завершила выступление | завершила выступление | завершила выступление | завершила выступление | завершила выступление | завершила выступление |

#### Художественная гимнастика
Линой Ашрам и Николь Зеликман квалифицировались на ОИ после выступления на ЧМ 2019.
| Соревнование      | Спортсмены      | Квалификация | Квалификация | Квалификация | Квалификация | Квалификация | Квалификация | Финал  | Финал  | Финал  | Финал  | Финал   | Финал |
| Соревнование      | Спортсмены      |              |              |              |              | Всего        | Место        |        |        |        |        | Всего   | Место |
| ----------------- | --------------- | ------------ | ------------ | ------------ | ------------ | ------------ | ------------ | ------ | ------ | ------ | ------ | ------- | ----- |
| личное многоборье | Линой Ашрам     | 23,500       | 28,250       | 27,850       | 23,500       | 103,100      | 3 Q          | 27,550 | 28,300 | 28,650 | 23,300 | 107,800 | 1     |
| личное многоборье | Николь Зеликман | 24,350       | 25,500       | 24,950       | 21,100       | 95,900       | 7 Q          | 23,700 | 24,150 | 25,600 | 22,150 | 95,600  | 7     |

| Соревнование         | Спортсмены                                                         | Квалификация | Квалификация | Квалификация | Квалификация | Финал  | Финал  | Финал  | Финал |
| Соревнование         | Спортсмены                                                         | 5            | 3 2          | Очки         | Место        | 5      | 3+2    | Очки   | Место |
| -------------------- | ------------------------------------------------------------------ | ------------ | ------------ | ------------ | ------------ | ------ | ------ | ------ | ----- |
| групповое многоборье | Офир Даян Яна Крамаренко Натали Райц Юлиана Телегина Карин Вексман | 44,000 (4)   | 40,650 (7)   | 84,650       | 4 Q          | 44,100 | 39,750 | 83,850 | 6     |

### Дзюдо
Соревнования по дзюдо проводились по системе с выбыванием. В утешительные раунды попадали спортсмены, проигравшие полуфиналистам турнира. Два спортсмена, одержавших победу в утешительном раунде, в поединке за бронзу сражались с дзюдоистами, проигравшими в полуфинале.
Мужчины
| Категория | Спортсмены    | 1/64 финала        | 1/32 финала                 | 1/16 финала                     | Четвертьфинал              | Полуфинал                  | Финал                  | Место |
| Категория | Спортсмены    | Соперник Результат | Соперник Результат          | Соперник Результат              | Соперник Результат         | Соперник Результат         | Соперник Результат     | Место |
| --------- | ------------- | ------------------ | --------------------------- | ------------------------------- | -------------------------- | -------------------------- | ---------------------- | ----- |
| до 66 кг  | Барух Шмаилов | не проводился      | MOZК. Лофорте В 11:0s1      | AUSН. Кац В 1:0                 | GEOВ. Маргвелашвили П 0:10 | Утешительный турнир        | Утешительный турнир    | 5     |
| до 66 кг  | Барух Шмаилов | не проводился      | MOZК. Лофорте В 11:0s1      | AUSН. Кац В 1:0                 | GEOВ. Маргвелашвили П 0:10 | SLOА. Гомбоц В 1:0s1 GS    | BRAД. Карнин П 0s1:1s1 | 5     |
| до 73 кг  | Тохар Бутбуль | не участвовал      | Bye В 10-00 фусен-гачи      | MDAВ. Стерпу В 10-00            | KORАн Чхаллим П 00s1-01s1  | Утешительный турнир        | Утешительный турнир    | 7     |
| до 73 кг  | Тохар Бутбуль | не участвовал      | Bye В 10-00 фусен-гачи      | MDAВ. Стерпу В 10-00            | KORАн Чхаллим П 00s1-01s1  | CANА. Маргелидон П 00:10s2 | завершил выступление   | 7     |
| до 81 кг  | Саги Муки     | не участвовал      | BRAСантос В 10-00           | AUTШ. Борчашвили П 00s2-01s2 GS | завершил выступление       | завершил выступление       | завершил выступление   | 9     |
| до 90 кг  | Ли Кохман     | не участвовал      | CZEД. Кламмерт В 10-00s1 GS | GEOЛ. Бекаури П 01s1-10         | завершил выступление       | завершил выступление       | завершил выступление   | 9     |
| до 100 кг | Петер Пальчик | не проводился      | не участвовал               | MDAЛ. Отгобаатар В 01s1-00s2 GS | JPNА. Вольф П 00s1-01s1    | Утешительный турнир        | Утешительный турнир    | 7     |
| до 100 кг | Петер Пальчик | не проводился      | не участвовал               | MDAЛ. Отгобаатар В 01s1-00s2 GS | JPNА. Вольф П 00s1-01s1    | CANШ. Нахас П 00-10s1 GS   | завершил выступление   | 7     |
| +100 kg   | Ор Сассон     | не проводился      | не участвовал               | FRAТ. Ринер 00-01               | завершил выступление       | завершил выступление       | завершил выступление   | 9     |

Женщины
| Категория | Спортсмены         | 1/64 финала        | 1/32 финала                  | 1/16 финала                                     | Четвертьфинал          | Полуфинал                | Финал                    | Место |
| Категория | Спортсмены         | Соперник Результат | Соперник Результат           | Соперник Результат                              | Соперник Результат     | Соперник Результат       | Соперник Результат       | Место |
| --------- | ------------------ | ------------------ | ---------------------------- | ----------------------------------------------- | ---------------------- | ------------------------ | ------------------------ | ----- |
| до 48 кг  | Шира Ришони        | не проводился      | COLЛ. Альварес В 10:0        | ESPХ. Фигероа В 10:0                            | MGLМ. Уранцэцэг П 0:11 | Утешительный турнир      | Утешительный турнир      | 5     |
| до 48 кг  | Шира Ришони        | не проводился      | COLЛ. Альварес В 10:0        | ESPХ. Фигероа В 10:0                            | MGLМ. Уранцэцэг П 0:11 | TPEЛинь В 10s1:0s2 GS    | UKRД. Белодед П 0s2:10s1 | 5     |
| до 52 кг  | Гили Коэн          | не проводился      | TKMГ. Бабамуратова В 10s1-00 | BELван Сник П 00-10                             | завершила выступление  | завершила выступление    | завершила выступление    | 9     |
| до 57 кг  | Леви Тимна-Нельсон | не проводился      | не участвовала               | SRBМ. Перишич В 10s1-0s3 GS 10s1 / 0s3 10:07 GS | JPNЦ. Ёсида П 0s1-1    | Утешительный турнир      | Утешительный турнир      | 7     |
| до 57 кг  | Леви Тимна-Нельсон | не проводился      | не участвовала               | SRBМ. Перишич В 10s1-0s3 GS 10s1 / 0s3 10:07 GS | JPNЦ. Ёсида П 0s1-1    | SLOК. Кайзер П 0:10s2 GS | завершила выступление    | 7     |
| до 63 кг  | Гили Шарир         | не проводился      | AUSК. Хеккер П 00s3-10s2     | завершила выступление                           | завершила выступление  | завершила выступление    | завершила выступление    | 17    |
| до 78 кг  | Инбар Ланир        | не проводился      | MGLОтгон В 10-00             | BRAМ. Агиар П 00-10                             | завершила выступление  | завершила выступление    | завершила выступление    | 9     |
| +78 kg    | Раз Гершко         | не проводился      | KSAТахани Алкахтани В 11-00  | JPNС. Акира П 00-11                             | завершила выступление  | завершила выступление    | завершила выступление    | 9     |

### Лёгкая атлетика
Мужчины
 Шоссейные дисциплины
| Дисциплина | Спортсмен    | Время | Место | Отставание |
| ---------- | ------------ | ----- | ----- | ---------- |
| марафон    | Хаймро Аламе |       |       |            |
| марафон    | Гирма Амаре  |       |       |            |
| марафон    | Мару Тефери  |       |       |            |

Женщины
Беговые дисциплины
| Дисциплина                         | Спортсмен        | Предварительный раунд | Предварительный раунд | Предварительный раунд | Полуфиналы            | Полуфиналы            | Полуфиналы            | Финал                 | Финал                 |
| Дисциплина                         | Спортсмен        | Забег                 | Время                 | Место                 | Забег                 | Время                 | Место                 | Время                 | Место                 |
| ---------------------------------- | ---------------- | --------------------- | --------------------- | --------------------- | --------------------- | --------------------- | --------------------- | --------------------- | --------------------- |
| бег на 100 метров                  | Диана Вайсман    | 7                     | 11.27 SB              | 23                    | завершила выступление | завершила выступление | завершила выступление | завершила выступление | завершила выступление |
| бег на 3000 метров с препятствиями | Адва Коэн        | 3                     | 10:05.95              | 39                    | не проводится         | не проводится         | не проводится         | завершила выступление | завершила выступление |
| бег на 5000 метров                 | Селамавит Тефери |                       |                       |                       | не проводится         | не проводится         | не проводится         |                       |                       |
| бег на 10000 метров                | Селамавит Тефери | 1                     | 14:53.43 NR           | 8 q                   | не проводится         | не проводится         | не проводится         | 14:54.39              | 10                    |

 Шоссейные дисциплины
| Дисциплина | Спортсмен            | Время | Место | Отставание |
| ---------- | -------------------- | ----- | ----- | ---------- |
| марафон    | Лона Чемтай-Салпетер |       |       |            |
| марафон    | Маор Тиюри           |       |       |            |

 Технические дисциплины
| Дисциплина                                                                  | Спортсмен            | Квалификация | Квалификация | Финал     | Финал |
| Дисциплина                                                                  | Спортсмен            | Результат    | Место        | Результат | Место |
| --------------------------------------------------------------------------- | -------------------- | ------------ | ------------ | --------- | ----- |
| Лёгкая атлетика на летних Олимпийских играх 2020 — тройной прыжок (женщины) | Анна Князева-Миненко | 14.36 SB     | 8 q          | 14.60 SB  | 6     |

### Стрельба из лука
Впервые представитель Израиля участвует на Олимпиаде в соревнованиях по стрельбе из лука
В квалификации соревнований лучники выполняли 12 серий выстрелов по 6 стрел с расстояния 70 метров. По итогам предварительного раунда составлялась сетка плей-офф, где в 1/32 финала 1-й номер посева встречается с 64-м, 2-й с 63-м и т. д. В поединках на выбывание спортсмены выполняли по три выстрела. Участник, набравший за эту серию больше очков получал 2 очка. Если же оба лучника набирали одинаковое количество баллов, то они получали по одному очку. Победителем пары становился лучник, первым набравший 6 очков.
| Соревнование                        | Спортсмены | Квалификация | Квалификация | 1/32 финала          | 1/16 финала        | 1/8 финала         | 1/4 финала           | Полуфинал            | Финал                | Место |
| Соревнование                        | Спортсмены | Результат    | Место        | Соперник Результат   | Соперник Результат | Соперник Результат | Соперник Результат   | Соперник Результат   | Соперник Результат   | Место |
| ----------------------------------- | ---------- | ------------ | ------------ | -------------------- | ------------------ | ------------------ | -------------------- | -------------------- | -------------------- | ----- |
| индивидуальное первенство (мужчины) | Итай Шанни | 635          | 60           | JPNХ. Муто (5) В 7:3 | INDТ. Раи В 6:5    | TPEТан П 5:6       | завершил выступление | завершил выступление | завершил выступление | 9     |

### Триатлон
Соревнования по триатлону пройдут с 26, 27 и 31 июля на территории парка Одайба Маринэ. На Играх в Токио в медальную программу добавлены соревнования среди смешанных команд, проходящие в формате эстафеты с участием двух мужчин и двух женщин. Дистанция триатлона состоит из 3 этапов — плавание (1,5 км в индивидуальном первенстве, 300 м в эстафете), велоспорт (43 км и 8 км), бег (10 км и 2 км).
Мужчины
| Соревнование              | Спортсмены  | Плавание | Смена | Велоспорт | Смена | Бег   | Итоговое время | Отставание | Место |
| ------------------------- | ----------- | -------- | ----- | --------- | ----- | ----- | -------------- | ---------- | ----- |
| индивидуальное первенство | Ран Сагив   | 18:24    | 0:42  | 57:50     | 0:33  | 31:35 | 1:49:04        |            | 35    |
| индивидуальное первенство | Шахар Сагив | 18:12    | 0:39  | 56:14     | 0:28  | 31:37 | 1:47:10        |            | 20    |

### Тхэквондо
Соревнования по тхэквондо на летних Олимпийских играх 2020 года прошли с 24 по 27 июля 2021 года на спортивной арене Макухари Мэссэ. Олимпийский турнир проходил по системе плей-офф. Для победы в турнире спортсмену необходимо было одержать 4 победы. Тхэквондисты, проигравшие по ходу соревнований будущим финалистам, принимали участие в утешительном турнире за две бронзовые медали.
Израиль впервые выступал на Олимпиаде в этой дисциплине. Авишаг Семберг заработала право высьупать в ОИ, заняв первое место в Европейском квалификационном турнире.
Женщины
| Категория | Спортсмены          | Первый раунд        | Четвертьфинал               | Полуфинал           | Финал                  | Место |
| Категория | Спортсмены          | Соперник Результат  | Соперник Результат          | Соперник Результат  | Соперник Результат     | Место |
| --------- | ------------------- | ------------------- | --------------------------- | ------------------- | ---------------------- | ----- |
| до 49 кг  | Авишаг Семберг (16) | PURВ. Стамбо В 22:2 | THAП. Вонгпаттанакит П 5:29 | Утешительный турнир | Утешительный турнир    | 3     |
| до 49 кг  | Авишаг Семберг (16) | PURВ. Стамбо В 22:2 | THAП. Вонгпаттанакит П 5:29 | VIEЧыонг В 22:1     | TURР. Йылдырым В 27:22 | 3     |

### Тяжёлая атлетика
Соревнования по тяжёлой атлетике на летних Олимпийских играх прошли с 24 июля по 4 августа 2021 года в здании Токийского международного форума.
В рамках соревнований проводятся два упражнения — рывок и толчок. В каждом из упражнений спортсмену даётся 3 попытки. Победитель определяется по сумме двух упражнений. При равенстве результатов победа присуждается спортсмену, с меньшим собственным весом.
Мужчины
| Категория    | Спортсмены     | Вес   | Рывок | Рывок | Рывок | Толчок | Толчок | Толчок | Всего | Место |
| Категория    | Спортсмены     | Вес   | 1     | 2     | 3     | 1      | 2      | 3      | Всего | Место |
| ------------ | -------------- | ----- | ----- | ----- | ----- | ------ | ------ | ------ | ----- | ----- |
| свыше 109 кг | Давид Литвинов | 128,6 | 176   | 181   | 181   | 205    | 210    | 210    | 381   | 11    |